# 2508 Alupka
2508 Alupka eller 1977 ET1 är en asteroid i huvudbältet som upptäcktes den 13 mars 1977 av den rysk-sovjetiske astronomen Nikolaj Tjernych vid Krims astrofysiska observatorium på Krim. Den har fått sitt namn efter staden Alupka på krimhalvön.
Asteroiden har en diameter på ungefär 4 kilometer och den tillhör asteroidgruppen Vesta.